# 偉大世紀

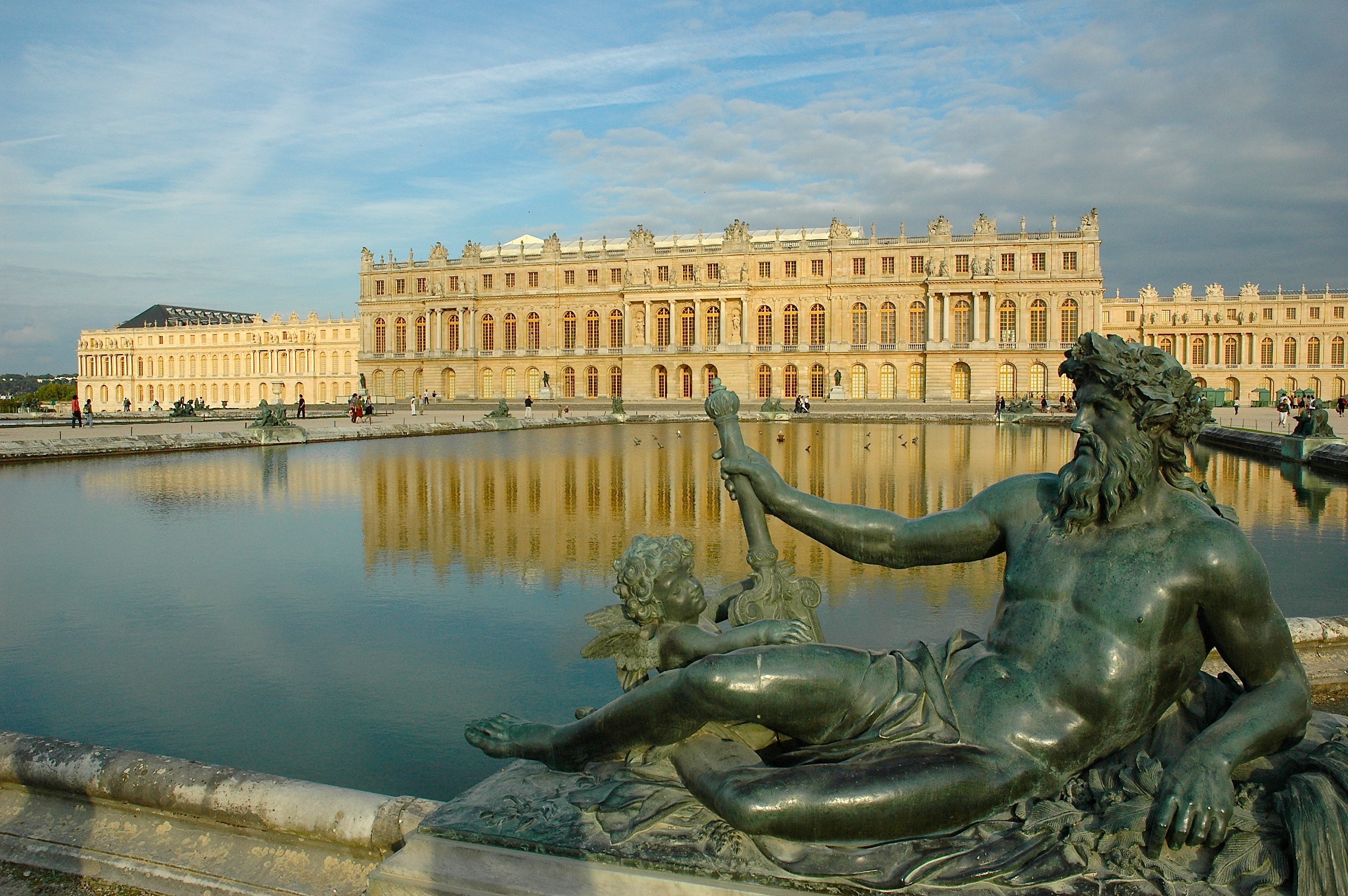
法國鼎盛時期的文化和政治象徵凡爾賽宮

大世紀（法語：Grand Siècle），又譯偉大世紀，用於指稱17世紀初至18世紀初、約持續一個世紀的法國歷史時期，以路易十四統治時期為中心，向前追溯到路易十三時代，向後延伸到法國攝政時期結束、路易十五親政（1610年－1723年）。 後世認為這時期是法國國力最強盛的時代，在文化和藝術上也有深遠影響。
此時期的法國以極為強大的陸海軍霸權和政治影響力著稱，同時也成為了歐洲的藝術、科學中心。這時期的法國誕生了無數的科學家、名將、劇作家和畫家。法國軍隊被廣泛地認為是當時世界最強大的軍事力量， 其國土面積也達到了1000萬平方公里，成為僅次於西班牙帝國的第二大領土大國，在法荷戰爭後更超越了荷蘭，成為了世界海軍霸權。